# Christian O'Sullivan
Christian O'Sullivan, född 22 augusti 1991, är en norsk handbollsspelare (mittnia) som spelar för SC Magdeburg och det norska landslaget.

## Meriter i urval
Med klubblag
- EHF Champions League: 
  -  2023 med SC Magdeburg
- EHF European League:
  -  2021 med SC Magdeburg
  -  2022 med SC Magdeburg
  -  2017 och 2018 med SC Magdeburg
- Tysk mästare: 
  -  2022 och 2024 med SC Magdeburg
- Tyska cupen: 
  -  2024 med SC Magdeburg
  -  2023 med SC Magdeburg
- IHF Super Globe:
  -  2021, 2022 och 2023 med SC Magdeburg
- Svensk mästare:
  -  2015 och 2016 med IFK Kristianstad

Med landslag
- VM 2017 i Frankrike:  Silver
- VM 2019 i Tyskland/Danmark:  Silver
- EM 2020 i Sverige/Norge/Österrike:  Brons